# Liste der Gemälde von Leonardo da Vinci

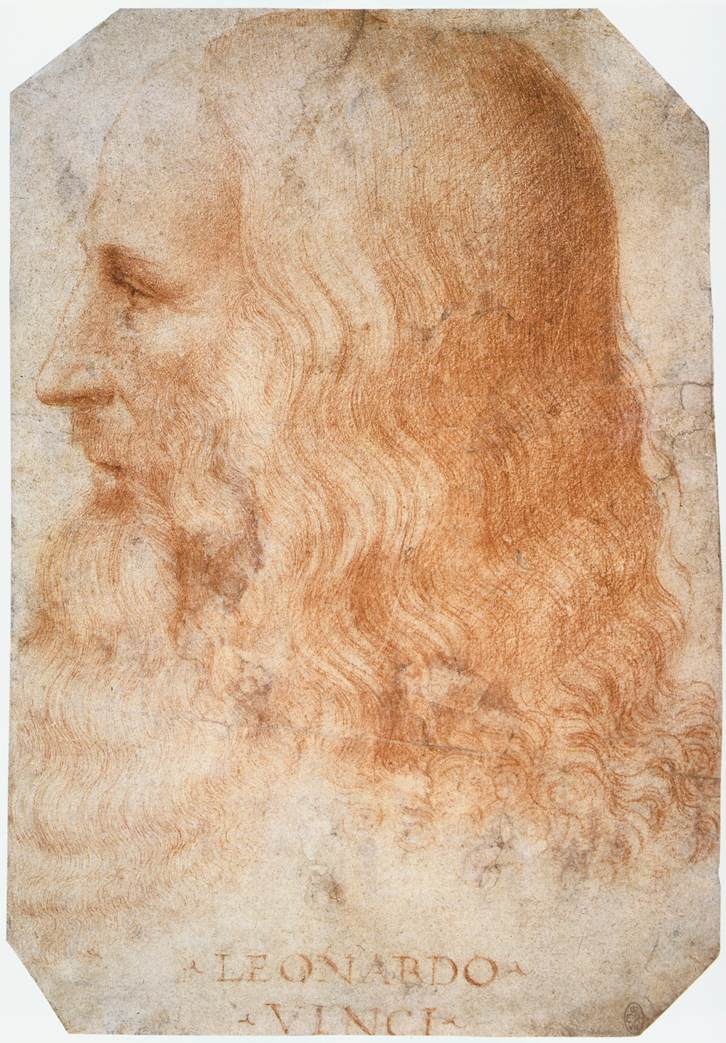
Porträt des Leonardo da Vinci,
Rötel auf Papier, 27,5 × 19,0 cm,
Francesco Melzi um 1510

Leonardo da Vinci (1452–1519) war einer der führenden Künstler der Renaissance.

## Der Nachlass
Die Anzahl der erhaltenen Gemälde Leonardo da Vincis ist gering. Zurzeit werden ihm lediglich fünfzehn erhaltene Gemälde, ganz oder teilweise zugeschrieben. Die Datierung der Werke ist oft unsicher. Die meisten von ihnen liegen als Ölgemälde vor, auf Holz als Bildträger. Erhalten ist aber auch das Wandbild im Refektorium des Klosters Santa Maria delle Grazie in Mailand: „Das letzte Abendmahl“.
Die Zuschreibung weiterer Bilder ist umstritten. Einige sind verschollen und auf ihre vormalige Existenz weisen heute nur Zeugenberichte hin, Kopien zeitgenössischer Künstler sowie Leonardos Studien und Entwürfe zur Vorbereitung der Gemälde. Man geht allerdings davon aus, dass nicht mehr als eine Handvoll Werke, die ausschließlich oder größtenteils von ihm selbst stammen, verlorengegangen sind. Und von jenen Gemälden, die heute als Hauptwerke Leonardos betrachtet werden, scheint er fünf oder sechs, darunter die „Mona Lisa“, niemals aus den Händen gegeben zu haben.
Jüngstes Beispiel einer bisher umstrittenen Zuschreibung ist das Bildnis „La Bella Principessa“. Im Jahr 2009 erregte der britische Kunsthistoriker Martin Kemp Aufsehen mit der Neuzuschreibung des Gemäldes. Kemp begründete die Zuschreibung der „Bella Principessa“ durch forensische Untersuchungsmethoden. Es wäre die erste Entdeckung eines zuvor unbekannten Leonardo-Werks seit 100 Jahren.
Die geringe Anzahl der Gemälde wird oft mit der langsamen Arbeitsweise Leonardos erklärt und seiner geradezu chronischen Gewohnheit, die Fertigstellung der Werke stets hinauszuzögern. Bisweilen wird ihm unterstellt, er sei unfähig gewesen, begonnene Projekte zum Abschluss zu bringen. Andererseits vermutet man, dass er als ideenreicher Ingenieur und erfinderischer Technologe nicht darauf angewiesen war, sein Einkommen aus dem Herstellen und dem Verkauf von Kunstwerken zu bestreiten.
Dennoch wurden die wenigen Werke Leonardos, gemeinsam mit seinen Notizbüchern, Skizzen, Zeichnungen und wissenschaftlichen Abhandlungen, wegweisend für spätere Generationen von Künstlern.

## Die Werkstatt Leonardos
Seine künstlerische Ausbildung erhielt Leonardo, etwa von 1470 bis 1477, als Schüler des Malers und Bildhauers Andrea del Verrocchio (1435/36–1488) in Florenz. Einigen Gemälden Verrocchios aus dieser Zeit, wie Tobias und der Engel (datiert um 1470–1475) und Die Taufe Christi (datiert um 1472–1475), wird eine Beteiligung Leonardos zugeschrieben.
Etwa ab 1477 führte Leonardo da Vinci in Florenz ein eigenes Atelier. In Mailand, wo er ab 1482 wirkte, gründete er erst Ende der 1480er Jahre eine Werkstatt (ital.: bottega), in der er Schüler ausbildete und Gesellen beschäftigte, aber auch Handwerker, wie den Metallurgen und Farbenmischer Tommaso Masini (1462/66 – um 1520). Ab 1490/92 befand sich die Werkstatt in der „Corte Vecchia“ (ital. für Alte Hofhaltung), an der Stelle des heutigen Palazzo Reale, im Süden der Piazza del Duomo. Aus ihr gingen Künstler wie Ambrogio de Predis (um 1455– nach 1508), Giovanni Antonio Boltraffio (1467–1516), Cesare da Sesto (1477–1523) und Marco d’Oggiono (um 1475– um 1530) hervor.
Es wird berichtet, dass die Gesellen die Aufträge des Meisters nach dessen Anweisungen ausführten und Leonardo gelegentlich selbst Hand anlegte. In späteren Epochen war es durchaus üblich, dass der Meister auch die Arbeiten seiner Mitarbeiter signierte. Die Künstler des 15. und 16. Jahrhunderts signierten ihre Arbeiten jedoch selten. Von Leonardos Gemälden oder jenen, die nachweislich in seiner Werkstatt entstanden, trägt keines eine Signatur.
Leonardos wohl letztes Gemälde, Johannes der Täufer, wird um 1513–1516 datiert. Es wird angenommen, dass er in seinen letzten Lebensjahren an den Folgen eines Schlaganfalls litt, einer rechtsseitigen Hemiparese. Da Leonardo Linkshänder war und mit der linken Hand zeichnete und schrieb, war er weiterhin in der Lage, Zeichnungen und Skizzen anzufertigen. Gemälde aus den Jahren 1516 bis 1519 sind jedoch nicht bekannt.

## Bekannte Werke und ihre Standorte
Die Gemälde befinden sich heute in verschiedenen Sammlungen Europas und Nordamerikas.
Das „Bildnis der Ginevra de’ Benci“ ist momentan das einzige Gemälde von Leonardo da Vinci, das sich derzeit in einer Sammlung außerhalb Europas befindet, in der National Gallery of Art in Washington D.C.
Die National Gallery of Art erwarb das Werk im Jahr 1967 für 5 Millionen US-Dollar. Damit war das Bildnis der Ginevra de’ Benci das bis dahin am teuersten verkaufte Gemälde.
Im gleichen Museum befindet sich das Madonnenbild „Maria mit dem Kinde und einem Granatapfel“ (auch „Madonna Dreyfus“ genannt). Die Urheberschaft ist jedoch umstritten und wird heute Lorenzo di Credi (um 1459–1537) zugeschrieben.
Am 15. November 2017 wurde das Gemälde „Salvator mundi“ in einer Auktion des Auktionshauses Christie’s für den Rekordbetrag von 450,3 Millionen US-Dollar (umgerechnet etwa 382 Millionen Euro) an einen unbekannten Bieter verkauft. Nach Angaben von Christie’s ist es damit das teuerste jemals versteigerte Kunstwerk.

### Ausstellung
Die National Gallery in London zeigte vom 9. November 2011 bis 5. Februar 2012 in der Ausstellung „Leonardo da Vinci - Painter at the court of Milan“ neun der fünfzehn erhaltenen Gemälde Leonardo da Vincis und eine große Zahl seiner Skizzen und Zeichnungen.
Die folgende Liste bekannter Werke Leonardo da Vincis schließt verschollene Gemälde ein und Arbeiten, die ihm nicht zweifelsfrei zugeschrieben werden.
| Titel (Ausführung; Format)                                                                 | Datierung    | Museum/Sammlung | Standort       | Zuschreibung | Abbildung |
| ------------------------------------------------------------------------------------------ | ------------ | --- | -------------- | --- | --------- |
| Tobias und der Engel (Tempera auf Holz; 66 × 84 cm)                                        | um 1470–1475 | National Gallery | London         | Andrea del Verrocchio, Beteiligung Leonardo da Vincis umstritten |           |
| Die Taufe Christi (Öl auf Holz; 152 × 180 cm)                                              | um 1472–1475 | Uffizien | Florenz        | Andrea del Verrocchio und Leonardo da Vinci |           |
| Die Verkündigung (Öl und Tempera auf Holz; 98 × 217 cm)                                    | um 1472–1475 | Uffizien | Florenz        | gesichert |           |
| Die Anbetung des Kindes mit zwei Engeln in einer Landschaft (Tempera auf Holz; 47 × 60 cm) | um 1473–1478 | Institute of Arts | Detroit        | Umkreis von Andrea del Verrocchio, Beteiligung Leonardo da Vincis umstritten                                                                                                 |           |
| Madonna mit der Nelke (Öl auf Holz; 47,5 × 62 cm)                                          | um 1473–1478 | Alte Pinakothek | München        | gesichert |           |
| Bildnis der Ginevra de’ Benci (Öl auf Holz; 37 × 43 cm)                                    | um 1474–1478 | National Gallery of Art | Washington     | gesichert |           |
| Madonna Dreyfus (Öl auf Holz; 13 × 16 cm)                                                  | um 1475–1480 | National Gallery of Art | Washington     | umstritten, vermutl. Lorenzo di Credi |           |
| Madonna Benois (Öl auf Leinwand; 31 × 48 cm)                                               | um 1475–1478 | Eremitage | St. Petersburg | gesichert |           |
| Der heilige Hieronymus (Öl und Tempera auf Holz; 73,5 × 103 cm; unvollendet)               | um 1480      | Vatikanische Museen | Vatikan        | gesichert Zur dargestellten Person, siehe Hieronymus (Kirchenvater). |           |
| Die Anbetung der Könige aus dem Morgenland (Öl auf Holz; 247 × 246 cm, unvollendet)        | um 1481      | Uffizien | Florenz        | gesichert. Zum dargestellten Sujet, siehe Heilige drei Könige. |           |
| Die Felsgrottenmadonna, 1. Version (Öl auf Holz; 122 × 199 cm)                             | um 1483–1486 | Louvre | Paris          | gesichert |           |
| Dame mit dem Hermelin (Öl und Tempera auf Holz; 40 × 55 cm)                                | um 1483–1490 | Nationalmuseum | Krakau         | gesichert |           |
| Bildnis eines Musikers (Öl und Tempera auf Holz; 32 × 45 cm)                               | um 1485–1490 | Pinacoteca Ambrosiana | Mailand        | umstritten Zur Biografie der vermutlich dargestellten Person, siehe Franchino Gaffurio.                                                                                      |           |
| Madonna Litta (Öl und Tempera auf Leinwand; 33 × 42 cm)                                    | um 1490–1495 | Eremitage | St. Petersburg | umstritten |           |
| La Belle Ferronnière (Öl auf Holz; 44 × 62 cm)                                             | um 1490–1496 | Louvre | Paris          | umstritten Zur Biografie der dargestellten Person, siehe La Belle Ferronière.                                                                                                |           |
| La Bella Principessa (Kreide und Tusche auf Vellum; 22 × 33 cm)                            | um 1490 ?    | Privatbesitz |                | umstritten |           |
| Die Felsgrottenmadonna, 2. Version (Öl auf Holz; 120 × 189,5 cm)                           | um 1493–1508 | National Gallery | London         | gesichert |           |
| Das letzte Abendmahl (Seccomalerei; 904 × 422 cm)                                          | um 1494–1498 | Kloster Santa Maria delle Grazie | Mailand        | gesichert |           |
| Karton für Porträt Isabella d’Este (Kreide und Rötel auf Papier, perforiert; 46 × 63 cm)   | 1499–1500    | Louvre | Paris          | gesichert durch Briefe sind mindestens zwei Porträtzeichnungen Isabella d’Este dokumentiert und 1501–1506 ihre Aufforderungen, das versprochene Porträt in Farbe auszuführen |           |
| Salvator Mundi (Öl auf Holz; 46 × 66 cm)                                                   | um 1500      | Privatbesitz |                | umstritten |           |
| Madonna mit der Spindel                                                                    | um 1501      | verschollen, verschiedene Kopien vorhanden                                                                                                |                | die Arbeit Leonardos an diesem Gemälde gilt als gesichert |           |
| Die Schlacht von Anghiari (vermutlich unvollendet)                                         | um 1503–1506 | verschollen, ursprünglicher Standort als Wandbild im Palazzo Vecchio, Florenz. Studien vorhanden im Bestand der Royal Collection, Windsor |                | die Arbeit Leonardos an diesem Gemälde gilt als gesichert. Zum Ereignis der Schlacht, siehe Schlacht von Anghiari.                                                           |           |
| Bildnis der Mona Lisa (Öl auf Holz; 53 × 77 cm)                                            | um 1503–1506 | Louvre | Paris          | gesichert Zur Biografie der dargestellten Person, siehe Lisa del Giocondo.                                                                                                   |           |
| Leda mit dem Schwan                                                                        | um 1503–1508 | verschollen, verschiedene Studien vorhanden                                                                                               |                | die Arbeit Leonardos an diesem Gemälde gilt als gesichert. Zum dargestellten Sujet, siehe Leda (Mythologie).                                                                 |           |
| Anna selbdritt (Öl auf Holz; 130 × 168 cm)                                                 | um 1508–1510 | Louvre | Paris          | gesichert |           |
| La Scapigliata (Öl auf Holz; 21 × 24,7 cm)                                                 | um 1508      | Galleria nazionale di Parma | Parma          | gesichert |           |
| Bacchus (Öl auf Holz; 115 × 177 cm)                                                        | um 1517–1520 | Louvre | Paris          | umstritten, offiziell Francesco Melzi zugeschrieben |           |
| Johannes der Täufer (Öl auf Holz; 57 × 69 cm)                                              | um 1513–1516 | Louvre | Paris          | gesichert |           |